# Мајкл Чимино (глумац)
Мајкл Чимино (енгл. Michael Cimino; Лас Вегас, 10. новембар 1999) амерички је глумац. Познат је по улози Боба Палмерија у филму Анабел 3: Повратак кући и Виктора Салазара у серији С љубављу, Виктор, спинофу филма С љубављу, Сајмон из 2018. године.

## Детињство и младост
Чимино је рођен и одрастао у Лас Вегасу. Његов отац је италијанско-немачког порекла, а мајка порториканског. Чимино се суочавао са расизмом у основној школи, рекавши да би га деца оборила на под и шутирала, а тврдила да је јео бубе, иако каже да су га та искуства учинила саосећајнијим према другима. Глумом се почео бавити са осам година након што се придружио глумачкој групи коју је подучавао један члан цркве. Чимино је рано завршио средњу школу да би се озбиљније бавио глумом и одлучио да не похађа факултет.

## Приватни живот
Чимино се идентификује као хетеросексуалац, али је о својој сексуалности рекао: „Не желим да се стављам у кутију и да се доведем у позицију у којој, ако се будем аутовао као би или геј за 10 година, браним идентитет који је био веран себи.”

## Филмографија

### Филм
| Година | Српски назив            | Изворни назив | Улога       | Напомене    |
| ------ | ----------------------- | ------------- | ----------- | ----------- |
| 2016.  |                         |               | млади Теијо |             |
| 2018.  |                         |               | Деж         | кратак филм |
| 2019.  | Анабел 3: Повратак кући |               | Боб Палмери |             |
| 2021.  |                         |               | Мигел       |             |
| 2022.  | Матуранткиња            |               | Ланс        |             |

### Телевизија
| Година     | Српски назив      | Изворни назив | Улога          | Напомене                               |
| ---------- | ----------------- | ------------- | -------------- | -------------------------------------- |
| 2017.      |                   |               | млади Садик    | епизода: „Визија тунела”               |
| 2018.      | Подвала           |               | Брилејден      | епизода: „Превише кул за средњу школу” |
| 2020—данас | С љубављу, Виктор |               | Виктор Салазар | главна улога                           |